# Lista okrętów Royal Navy, D
Ta sekcja listy okrętów Royal Navy zawiera wszystkie okręty Royal Navy których nazwa zaczyna się od D.
Aby zobaczyć wyłącznie listę okrętów obecnie pozostających w służbie, zobacz Lista obecnie służących okrętów Royal Navy
W wielu przypadkach nazwa była używana wielokrotnie dla wielu jednostek na przestrzeni wieków. Jeżeli tak było, to po kliknięciu na nazwę powinno się wyświetlić hasło zawierające spis wszystkich jednostek noszących taką nazwę.
- „D1”
- „D2”
- „D3”
- „D4”
- „D5”
- „D6”
- „D7"
- „D8”
- „D9”
- „D10”
- „Dacres”
- „Daedalus”
- „Daffodil”
- „Dagger”
- „Dahlia”
- „Dainty”
- „Daisy”
- „Dakins”
- „Dalhousie”
- „Dalrymple”
- „Dalswinton”
- „Dame de Grace”
- „Damerham”
- „Dampier”
- „Danae”
- „Dangereuse”
- „Daniel”
- „Dannemark”
- „Danube”
- „Daphne”
- „Dapper”
- „Daring”
- „Darlaston”
- „Darsham”
- „Dart”
- „Dartington”
- „Dartmoor”
- „Dartmouth”
- „Darwin”
- „Dasher”
- „Date Tree”
- „Dauntless”
- „Dauphin”
- „Dauphin Royal”
- „Davenham”
- „David”
- „Dawlish”
- „Dawson”
- „De Ruyter”
- „Deale”
- „Deale Castle”
- „Deane”
- „Decade”
- „Deccan”
- „Decibel”
- „Decouverte”
- „Decoy”
- „Dedaigneuse”
- „Dee”
- „Deepwater”
- „Defence”
- „Defender”
- „Defiance”
- „Dego”
- „Delaware”
- „Delft”
- „Delhi”
- „Delight”
- „Deloraine”
- „Delphinen”
- „Delphinium”
- „Demerara”
- „Demirhisar”
- „Demon”
- „Denbigh Castle”
- „Dennis”
- „Dependence”
- „Deptford”
- „Deptford Prize”
- „Deptford Transport”
- „Derby”
- „Derby Haven”
- „Derg”
- „Derrington”
- „Dervish”
- „Derwent”
- „Deschaineux”
- „Desford”
- „Desire”
- „Desiree”
- „Despatch”
- „Desperante”
- „Desperate”
- „Destiny”
- „Destruction”
- „Determinee”
- „Detroit”
- „Deux Amis”
- „Devastation”
- „Deveron”
- „Devizes Castle”
- „Devonshire”
- „Dexterous”
- „Dextrous”
- „Dhyffe Castle”
- „Diadem”
- „Diamantina”
- „Diamond”
- „Diamond Snake”
- „Diana”
- „Dianella”
- „Dianthus”
- „Dictator”
- „Dido”
- „Didon”
- „Dieppe”
- „Digby”
- „Diligence”
- „Diligent”
- „Diligente”
- „Dilston”
- „Dingley”
- „Diomede”
- „Dipper”
- „Director”
- „Dirk”
- „Discovery”
- „Disdain”
- „Dispatch”
- „Dittany”
- „Dittisham”
- „Diver”
- „Dodman Point”
- „Dogstar”
- „Dolphin”
- „Dolphins Prize”
- „Dolwen”
- „Domett”(inne języki)
- „Dominica”
- „Dominion”
- „Don”
- „Doncaster”
- „Donegal”
- „Donovan”
- „Doomba”
- „Doon”
- „Dordrecht”
- „Doris”
- „Dorking”
- „Dornoch”
- „Dorothea”
- „Dorset”
- „Dorsetshire”
- „Doterel”
- „Dotterel”
- „Douglas”
- „Dove”
- „Dover”
- „Dover Castle”
- „Dover Prize”
- „Dovey”
- „Downham”
- „Downley”
- „Dragon”
- „Dragon Prize”
- „Dragonfly”
- „Drake”
- „Dreadful”
- „Dreadnought”
- „Dreadnought Prize”
- „Driver”
- „Drochterland”
- „Drogheda”
- „Dromedary”
- „Droxford”
- „Drudge”
- „Druid”
- „Drumheller”
- „Drummondville”
- „Drury”
- „Dryad”
- „Dubbo”
- „Dubford”
- „Dublin”
- „Duc d'Aquitaine”
- „Duc d'Estissac”
- „Duc de Chartres”
- „Duc de la Vauginon”
- „Duchess”
- „Duchess of Cumberland”
- „Duckworth”
- „Duddon”
- „Dudley Castle”
- „Due Repulse”
- „Duff”
- „Dufferin”
- „Dufton”
- „Duguay Trouin”
- „Duke”
- „Duke of Edinburgh”
- „Duke of Kent”
- „Duke of Wellington”
- „Duke of York”
- „Duke William”
- „Dullisk Cove”
- „Dulverton”
- „Dumbarton”
- „Dumbarton Castle”
- „Dumbleton”
- „Dunbar”
- „Duncan”
- „Duncansby Head”
- „Dundalk”
- „Dundas”
- „Dundee”
- „Dundrum Bay”
- „Dunedin”
- „Dungeness”
- „Dunira”
- „Dunkerton”
- „Dunkirk”
- „Dunkirk Prize”
- „Dunmore”
- „Dunoon”
- „Dunster Castle”
- „Dunvegan”
- „Dunver”
- „Dunwich”
- „Duquesne”
- „Durban”
- „Durham”
- „Dursley Galley”
- „Durweston”
- „Dutiful”
- „Dwarf”